# Hoplia grisea
Hoplia grisea är en skalbaggsart som beskrevs av Moser 1912. Hoplia grisea ingår i släktet Hoplia och familjen Melolonthidae. Inga underarter finns listade i Catalogue of Life.